# Ludwig Kotzebue
Pour les articles homonymes, voir Kotzebue.
Ludwig Kotzebue est un karatéka néerlandais surtout connu pour avoir remporté l'épreuve de kumite individuel masculin open aux championnats d'Europe de karaté 1977 et l'épreuve de kumite individuel masculin plus de 80 kilos aux Jeux mondiaux 1981.

## Résultats
| Résultat      | Date | Épreuve                   | Catégorie | Compétition                | Ville hôte                  |
| ------------- | ---- | ------------------------- | --------- | -------------------------- | --------------------------- |
| Médaille d'or | 1977 | Kumite individuel open    | Seniors   | Championnats d'Europe 1977 | Paris, en France            |
| Médaille d'or | 1981 | Kumite individuel + 80 kg | Seniors   | Jeux mondiaux 1981         | Santa Clara, aux États-Unis |